# Rochers de Sy

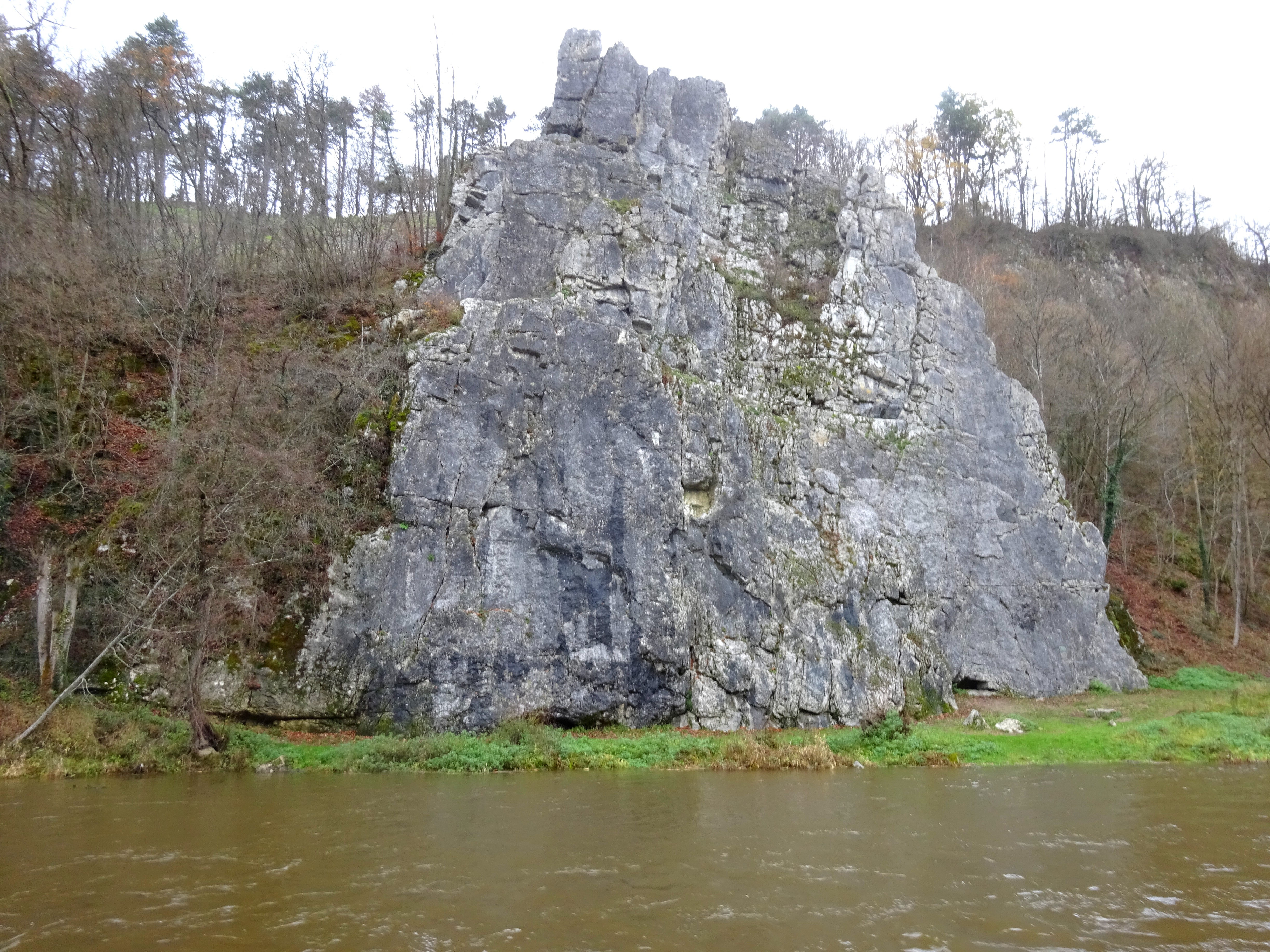
Le rocher de la Cathédrale

Les rochers de Sy sont des rochers situés en Belgique principalement à Sy dans la commune de Ferrières (province de Liège) sur les rives de l'Ourthe, un affluent de la Meuse.
Ces rochers figurent sur la liste du patrimoine immobilier classé de Ferrières depuis le 5 octobre 1942 et certains sont repris comme zone Natura 2000 et comme site de grand intérêt biologique sous les appellations de rochers de Sy et de coteaux de Sy. Ils sont connus comme sites d'escalade.

## Présentation
Cet important et beau groupe de rochers, se dresse dans un superbe cadre de verdure, le long de la rive droite de l’Ourthe situé sur la commune de Ferrières et de Hamoir. C’est la plus vaste école de la vallée et la quatrième en importance du pays.
Les rochers de Sy sont répartis en plusieurs massifs rocheux successifs, parfois contigus. Ils sont tous composés de roches calcaires faisant partie de la région géologique de la Calestienne. Majoritairement situés sur la rive droite de l'Ourthe, les rochers se dressent à partir du méandre de la Nandouire, en aval du château de Logne et de Palogne jusqu'en amont de Lassus, au sud de Hamoir sur une distance totale d'environ 2 400 m.
Quinze rochers se dressent successivement sur la rive droite de l'Ourthe. D'amont en aval, on peut voir : le rocher rouge, la roche Del Venne, les arêtes blanches et grises, le rocher de la Nandouire, la paroi du Fond, le rocher de la Cathédrale, le rocher du Banc, le rocher de la Chapelle, le rocher du Chemin de fer, le rocher du Nez, le rocher de la Vierge (situé à la confluence du ravin de Sy), le rocher des Trous, le rocher du Tunnel, le rocher des Vignobles et la roche blanche. Les quatre derniers rochers cités se situent sur le territoire de la commune de Hamoir.
En rive gauche et d'amont en aval, trois rochers sont répertoriés : le rocher du Sabot, le rocher du Parking et le rocher de Verlaine. Ces rochers sont situés sur la commune de Durbuy en province de Luxembourg.

## Les principaux rochers

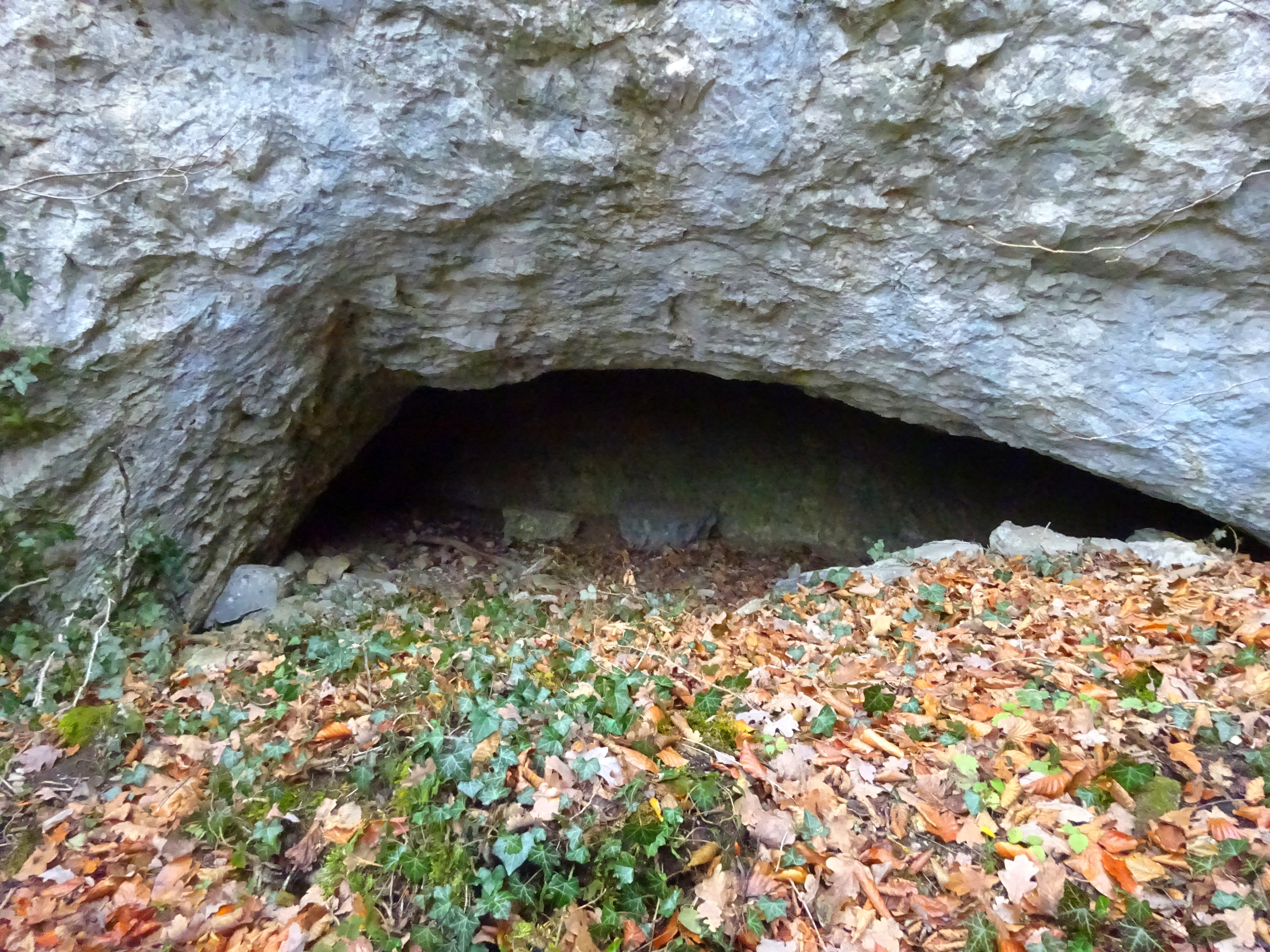
Abri sous roche de la roche Del Venne

cités d'amont en aval.

### La roche Del Venne
Appelé en wallon li Rotche del Vène, ce massif rocheux doit son nom à une venne, synonyme d'un déversoir qui existait sur la rivière au pied de ce rocher. La roche présente une face ouest verticale haute d'environ 40 mètres, barrée à mi-hauteur par un surplomb qui raye de biais une grande partie de la paroi. La roche est creusée dans sa partie haute et sud de galeries et d'une cavité avec arcade appelées la grotte des Français en souvenir d'aviateurs cachés dans cette grotte pendant la Seconde Guerre mondiale. Au nord de la roche principale, se dressent un sommet acéré appelé le Grand Gendarme et, à l'est, plus haut sur le versant, quelques petits rochers nommés les Bleausards. Des abris sous roche se situent au pied sud du massif rocheux.
```
     
L’ORIGINE DES NOMS
```

Si la Del Venne m’était contée…
Il faut remonter assez loin dans le temps pour retrouver la provenance du nom, approximativement à la fin du XVII début du XVIIIe siècle, bien que la navigation sur l’Ourthe se pratiquait bien avant 1436, date du premier document qui en fait mention. 
Afin de pouvoir acheminer les divers produits locaux entre le cœur des Ardennes et la Meuse, on utilisait des embarcations à fond plat tout à fait spécifiques « Les Bètchètes » elle mesuraient +/- 15m de longueur, 2m de large et 80 cm de hauteur. La jauge et la forme des « Bètchètes » variaient selon qu’elles fussent destinées à la navigation sur l’Amblève ou l’Ourthe. 
Pour que la navigation soit possible sur tout le parcours, on construisit à divers endroits des déversoirs (vènes en Wallon). 
Ces barrages formaient des chutes d’eau d’environ 1 mètre que les bètchètes devaient franchir. 
Cette manœuvre plutôt risquée n’était qu’un jeu pour les bateliers de l’Ourthe ; aux endroits les plus spectaculaires, les promeneurs s’attardaient pour voir passer les hardis navigateurs qui, en vue del vène, se campaient sur leur bateau, fiers comme Artaban, franchissant l’obstacle avec une rare habilité, sous les embruns et les applaudissements du public ravi. Ils daignaient néanmoins porter la main à leurs grands chapeaux de feutre en guise de remerciements. 
Mais revenons à l’essentiel. Il aurait existé, cela avec une presque certitude, un déversoir qui barrait la rivière à hauteur du rocher ; et c’est tout naturellement que les riverains le baptisèrent « Li Rotche del vène » (la Roche du déversoir). 
Au fil du temps la prononciation et l’orthographe se sont quelque peu francisés, devenant la Del Venne actuelle ou encore Delvenne en un mot, ce qui bien évidemment est une lourde méprise. 
Voici la définition du dictionnaire Liégeois de Jean Haust. une référence:

Vène, F, digue, batardeau construit dans une rivière pour fermer le passage aux poissons; déversoir, le déversoir des grosses battes en amont de Liège; Les Vènes. Littéralement en français vanne. D'un type venna probablement gaulois, petite écluse, bief de moulin.

La grotte des Français
S’ouvre sur le versant amont de la Roche Del Venne, située environ au centre du rocher et sous le sommet, c’est une cavité à la formation plutôt particulière composée de calcaire givétien, elle étire sa longue « galerie » à flanc de massif. Dans sa partie centrale, elle forme une grande et pittoresque arcade, d’où l’on jouit d’un beau regard sur la vallée, cela particulièrement en hiver, en l’absence de végétation. 
À cet endroit, et pratiquement en face de la salle du « Clair-Obscur », un aulne croit et se ramifie en passant au travers du « cratère » un orifice béant de 6 mètres de long sur deux de large, flanquée en plus de plusieurs lucarnes à jour, c’est en somme une grotte à ciel ouvert. 
Lors de la Deuxième Guerre mondiale, un avion de la R.A.F (Royal Air Force) composé de 5 à 7 hommes d’équipage est abattu par la D.C.A. ennemie et s’écrase dans les champs dominant le village de Sy. Les hommes en majorité des Français, parviennent à sauter en parachute. Immédiatement, les Allemands entament les recherches mais, fort heureusement, sont devancés par les résistants qui connaissent parfaitement le terrain et qui, devant le danger imminent emmènent sans tergiverser les rescapés à la grotte où ils se cachèrent. Les Allemands ne les retrouveront jamais. Dès lors, la grotte pris le nom « Des Français »

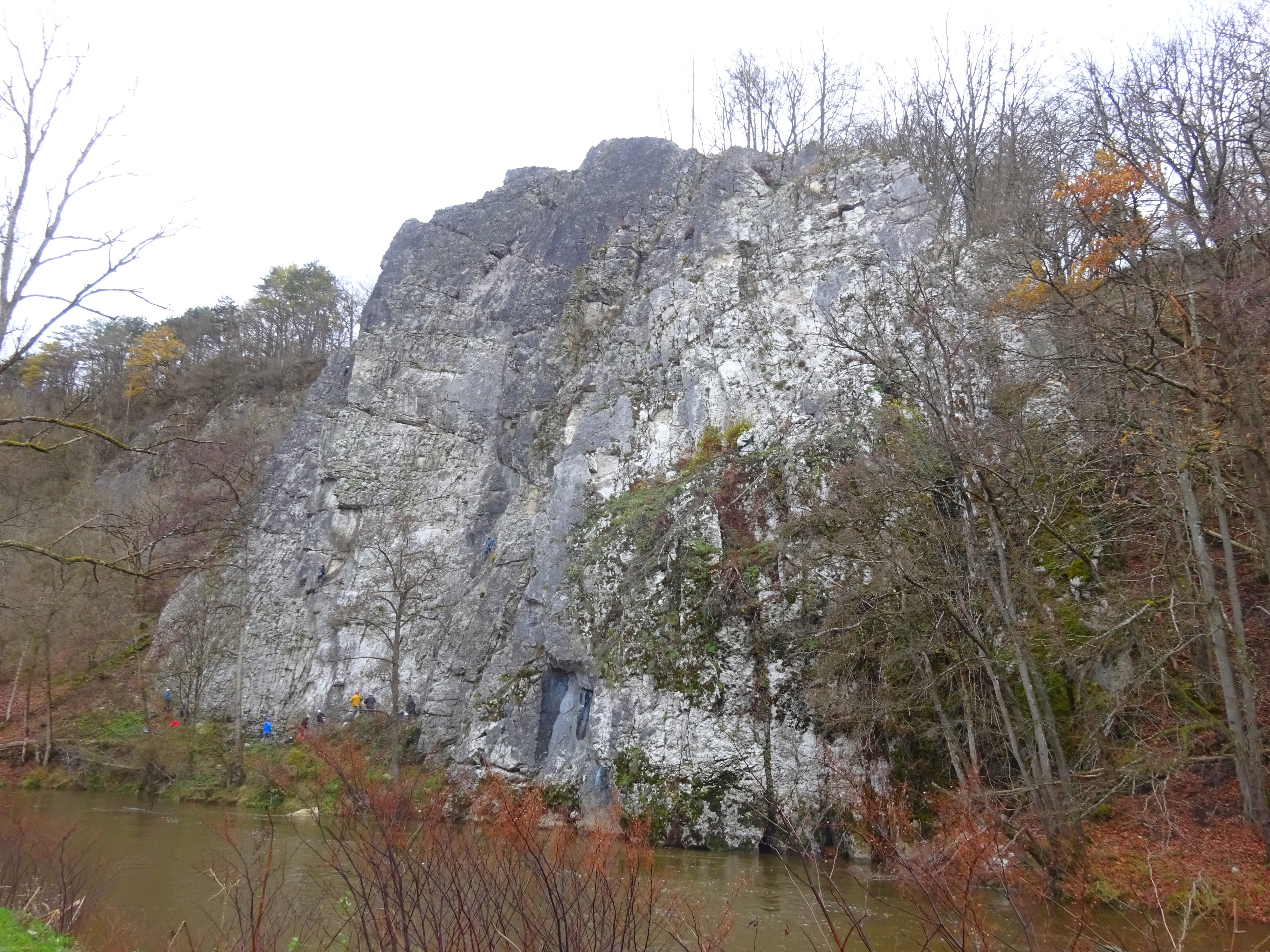
Le rocher de la Nandouire.

### Le rocher de la Nandouire
Le rocher de la Nandouire (en wallon Nandoyîre), est une imposante falaise rocheuse d'une hauteur d'une cinquantaine de mètres se dressant à la sortie d'un coude à gauche de 90° de l'Ourthe à environ 600 m en amont de la passerelle sud de Sy. La base droite du rocher est directement baignée par la rivière. En mai 1932, Serge Hersen ouvre la voie normale et en 1935, René Mailleux ouvre d'autres voies.

### Le rocher de la Cathédrale
Situé en aval du rocher de la Nandouire et en amont du rocher du Banc, le rocher de la Cathédrale a son sommet formé par une succession de pointements rocheux . Le rocher de forme triangulaire semble se détacher du reste du versant boisé environnant. En 1930, le Roi Albert Ier et Xavier De Grunne gravissent le rocher toujours vierge par la cheminée de l’Arête, tandis que Camille Fontaine s’octroie la voie normale.

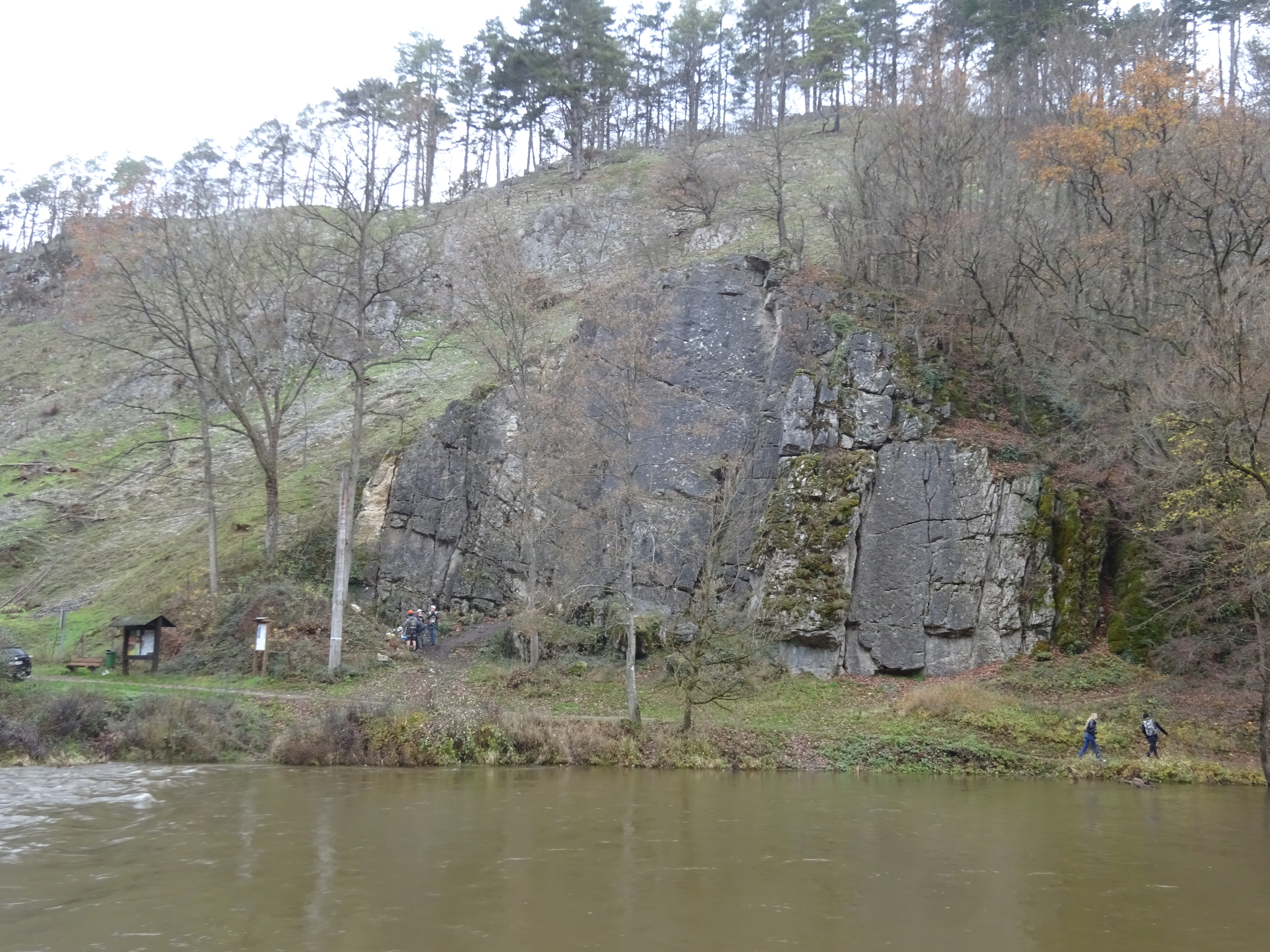
Le rocher du Banc

### Le rocher du Banc
Petit rocher présentant une falaise assez lisse d'une quinzaine de mètres de hauteur. Il est proche du centre de Sy au bout de la rue de Nalnico.

### Le rocher des Vignobles
Cette imposante falaise verticale d'une hauteur maximale de 55 m se situe sur le territoire communal de Hamoir à mi-chemin entre Sy et Lassus. Ce rocher peut être gravi par de nombreuses voies d'escalade. La paroi principale est orientée au sud-est et haute de 30 à 47 mètres. À la base du roche, s'ouvre le vaste porche d'entrée de la grotte des Vignobles appelée aussi la grotte de Sy. 
C’est un magnifique groupe de rochers, qui se dressent en rive droite de l’Ourthe, dans un superbe cadre de verdure, l’ensemble est composé de trois rochers, le Rocher des Vignobles et deux rochers secondaires, le Rocher du Tunnel et le rocher des Trous et un peu plus loin en aval : La Roche Blanche.
La superbe paroi principale dite « Des Vignobles » est orientée au sud-est et haute de 30 à 47 mètres. 
Elle offre un calcaire solide sillonné par de nombreuses fissures dont la plus renommée « La Pastorale » est un must à ne manquer sous aucun prétexte, sans oublier un des plus beaux "piliers" du pays, "l'Épée de Damoclès". Des dièdres, cheminées, dalles, dévers et arêtes, complètent la panoplie. L'endroit est calme. 
À la base du rocher s'ouvre le vaste porche d'entrée de la Grotte des Vignobles et /ou de Sy.

## Classement
Patrimoine classé (1942, Les Rochers de Sy, no 61019-CLT-0003-01).

## Activités
L'escalade est pratiquée sur certains rochers.
Les sentiers de grande randonnée 57 et 576  passent au pied de certains rochers.
Le RAVeL entre Sy et Palogne procure une belle vue sur certains rochers depuis la rive opposée. Au sommet du rocher de la Chapelle situé derrière la chapelle de Sy, un point de vue permet de découvrir la vallée de l'Ourthe.

## Peintures
Les rochers de Sy furent souvent peints par Richard Heintz qui résida de longues années dans le village et mourut sur l'autre rive de l'Ourthe à Verlaine-sur-Ourthe (Tohogne - actuellement Durbuy) mais son décès fut acté à Sy (alors commune de Vieuxville). Une plaque commémorative a été placée au pied du rocher du Sabot.

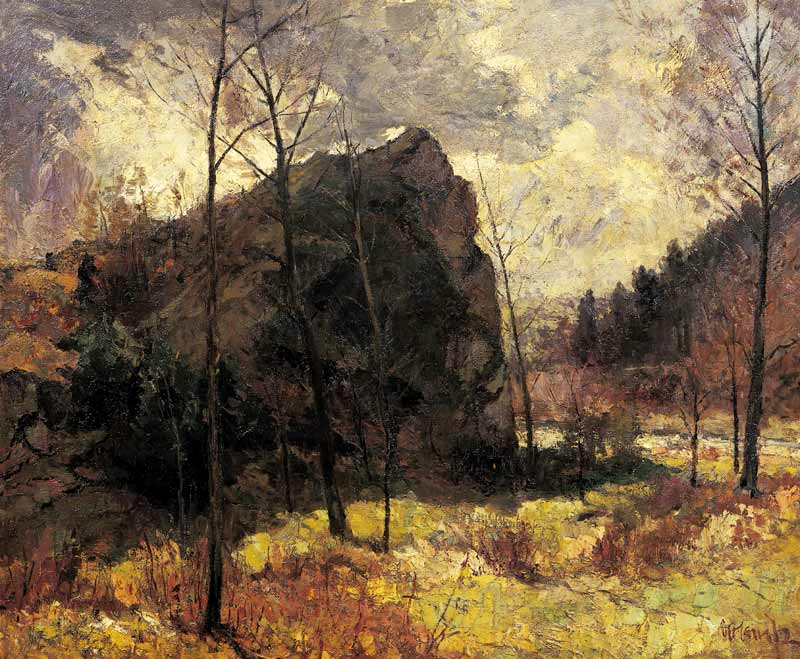
Richard Heintz : La Roche Noire